# Kamionka (powiat gryfiński)
Kamionka (do 1945 niem. Steinbachsgrund) – osada w Polsce położona w województwie zachodniopomorskim, w powiecie gryfińskim, w gminie Mieszkowice.
W latach 1975–1998 miejscowość administracyjnie należała do województwa szczecińskiego.

## Układ przestrzenny
Wszystkie elementy kompozycji przestrzennej z XIX/XX w. pozostają czytelne (geometryczna forma podwórza gospodarczego, klasycystyczny dwór z 1840 r., założenie parkowe, kolonia mieszkalna, spichlerz z początku XX w.), poszczególne obiekty znajdują się jednak w złym stanie technicznym. Po północnej stronie podwórza wybudowano nowe obiekty gospodarcze, zaś kolonia mieszkalna została rozbudowana w kierunku zachodnim, wytyczono też nową drogę dojazdową do kolonii mieszkalnej. Zabudowa podwórza gospodarczego zachowana jest w całości z wyjątkiem domu rządcy i kuźni. Zabytkowy charakter części budynków został zdegradowany przez nieumiejętną wymianę stolarki, pokrycia dachowego oraz przemurowań elewacji.

## Nazwa
Steinbachsgrund 1860, Kamionka 1948

## Historia
- 1795 - miasto Mieszkowice sprzedaje wolne lenno zamkowe za 9200 talarów, na którego części gruntów prawdopodobnie powstaje po latach majątek Steinbachs Ackerwirtschaft[8]
- I połowa XIX w. - powstaje folwark na gruntach należących do Mieszkowic
- 1840 - wybudowano dwór w stylu późnoklasycystycznym; powstaje też park dworski krajobrazowy
- 1850 - prywatny majątek ziemski Steinbachs Ackerwirtschaft liczy 1268 mórg i 33 pręty powierzchni, w tym 1037 mórg i 27 prętów gruntów ornych, 22 mórg i 105 prętów ogrodów, 105 mórg i 51 prętów łąk, 89 mórg pastwisk, 14 mórg i 30 prętów nieżytków i wód; jego wartość jest wyceniana na 30 470 talarów[8]
- 15.02.1860 - należąca do właściciela ziemskiego Eduarda Steinbacha posiadłość, położona na terenie miasta Mieszkowice, otrzymuje nazwę Steinbachsgrund, za zgodą Wydziału Spraw Wewnętrznych królewskiej rejencji frankfurckiej[6]
- 1871 – majątek liczy 5 budynków oraz 76 mieszkańców,[9]
- 1894 - właścicielem jest Ernst Steinbach
- 1910 - właścicielem majątku jest Heck[10]
- 1914 - majątek obejmuje 325 ha ziemi, w tym 300 ha gruntów ornych i 25 ha łąk; właścicielem jest Fritz Vashel, do którego należy również folwark Karlshöhe[11]
- 1923 - właścicielem majątku ziemskiego jest Hermann Güsewell; obejmuje on 306 ha ziemi, w tym 290 ha gruntów ornych, 11 ha łąk i 5 ha nieużytków; hodowano m.in. 72 sztuk bydła i 38 świń[12]
- 1929 - właścicielem majątku ziemskiego jest Hermann Güsewell; obejmuje on 306 ha ziemi, w tym 290 ha gruntów ornych, 11 ha łąk i 5 ha nieużytków; hodowano m.in. 135 sztuk bydła i 61 świń[13]
- 1938 - właścicielem majątku ziemskiego jest Hermann Güsewell[14]
- Po 1945 - majątek zostaje upaństwowiony i włączony do Państwowych Nieruchomości Ziemskich, następnie do Zespołu Gospodarstw Rolnych w Witnicy
- 1960 - Kamionka włączona zostaje do Stadniny Koni w Bielinie[15][16]
- Lata 90. XX w. - Stadnina Koni w Bielinie przekształcona zostaje w jednoosobową spółkę skarbu państwa.
- 2017 - utworzono sołectwo Kamionka, poprzez wydzielenie części obszaru sołectwa Plany o powierzchni 640 ha[17]

| Właściciel       | Lata                      |
| ---------------- | ------------------------- |
| Steinbach        | I poł. XIX w.- pocz.XX w. |
| Heck             | 1910                      |
| Fritz Vashel     | 1914                      |
| Hermann Güsewell | 1923-1938                 |

## Ludność
Ludność w ostatnich 3 stuleciach:

## Wyznania
Kaplica należąca do parafii rzymskokatolickiej pw. Przemienienia Pańskiego w Mieszkowicach, mieści się od 1994 r. w budynku dworu.

## Zabytki
Obiekty wpisane do Gminnej Ewidencji Zabytków:
- Dwór - powstał w 1840 w stylu późnoklasycystycznym (data znajdowała się na tympanonie nad wejściem od strony dziedzińca), na rzucie prostokąta o wymiarach 26×13,60 m, wtórnie przedłużony w końcu XIX w. lub na początku XX w. od strony północno-zachodniej. Budynek parterowy, całkowicie podpiwniczony z kondygnacją poddasza częściowo użytkową, nakryty dachem naczółkowym. Od 1994 we wnętrzach traktu ogrodowego urządzono kaplicę należącą do Parafii Rzymskokatolickiej w Mieszkowicach; kilka pomieszczeń pełni funkcję biurową, pomieszczenia mieszkalne zostały opuszczone.

- Park dworski - park krajobrazowy, powstały w 2 połowie XIX w., powierzchnia 2,5 ha. Pod koniec XIX w. uzupełniono zadrzewienie parku nowymi nasadzeniami drzew ozdobnych (modrzew, kasztanowiec, orzechy, robinie) i w tym okresie park osiągnął zamierzoną formę plastyczną i funkcję użytkową. W części pd-zach., położonej tuż za dworem, jest uporządkowany i stosunkowo zadbany. Występują tu liczne wiekowe drzewa - jesiony, kasztanowce,  dęby, robinie i orzechy. Przy wjeździe na dziedziniec rośnie okazały dąb o obwodzie pnia 300 cm. Druga pd-wsch. część parku jest zaniedbana i nie użytkowana.
- Spichlerz w zespole folwarcznym - z początku XX w.